# Мішел Феррейра дос Сантос
Мішел Феррейра дос Сантос, більш відомий як просто Мішел (порт. Cícero Santos; 22 березня 1990, Ріо-де-Жанейро) — бразильський футболіст, який виступає на позиціях опорного і центрального півзахисника, а також флангового захисника (латераля) в клубі «Греміо».

## Біографія
Дества Мішела пройшло в неблагополучній фавелі Келсон'з в Ріо-де-Жанейро. Він є вихованцем школи «Сан-Крістована». За дорослу команду дебютував в 2008 році. По закінченню сезону 2010 півзахисник перейшов в «Порту-Алегрі», але в тому ж році повернувся в рідний штат, де підписав контракт з «Мадурейрою». У 2013 році виступав за «Гуарані» з Пальоси. В наступному році права на Мішела викупив «Греміо Новурізонтіно». За цю команду в 2014 і 2016 роках Мішел провів загалом 25 матчів і забив вісім голів. У 2014—2015 роках знову виступав за «Гуарані», на цей раз на правах оренди.
Прорив у кар'єрі Мішела стався в 2016 році, коли півзахисник був відданий в оренду в «Атлетіко Гоіяніенсе». Він став одним з ключових футболістів цієї команди, яка виграла бразильську Серію B і вийшла в еліту.
Успішні виступи в «Атлетіко» привернули увагу провідних клубів Бразилії. На початку 2017 року Мішел знову змінив команду, приєднавшись (на правах річної оренди) до «Греміо» . З «триколірними» Мішел провів успішну кампанію в розіграші Кубка Лібертадорес 2017. Універсальний півзахисник зіграв у 10 з 14 матчів своєї команди, яка в третій раз в історії виграла цей трофей. Мішел успішно замінив травмованого капітана команди Майкона.

## Титули
- Переможець Серії B (1): 2016
- Володар Кубка Лібертадорес (1): 2017
- Переможець Рекопи Південної Америки (1): 2018

## Особисте життя
Мішел одружений, у нього і його дружини Жойсі є дочка Луїза.